# باشگاه فوتبال تورنتو
تورنتو اف‌سی (به انگلیسی: Toronto FC) یک تیم فوتبال در شهر تورنتو در کانادا است ؛ که در لیگ برتر فوتبال آمریکا (ام اس ال) بازی می‌کند.

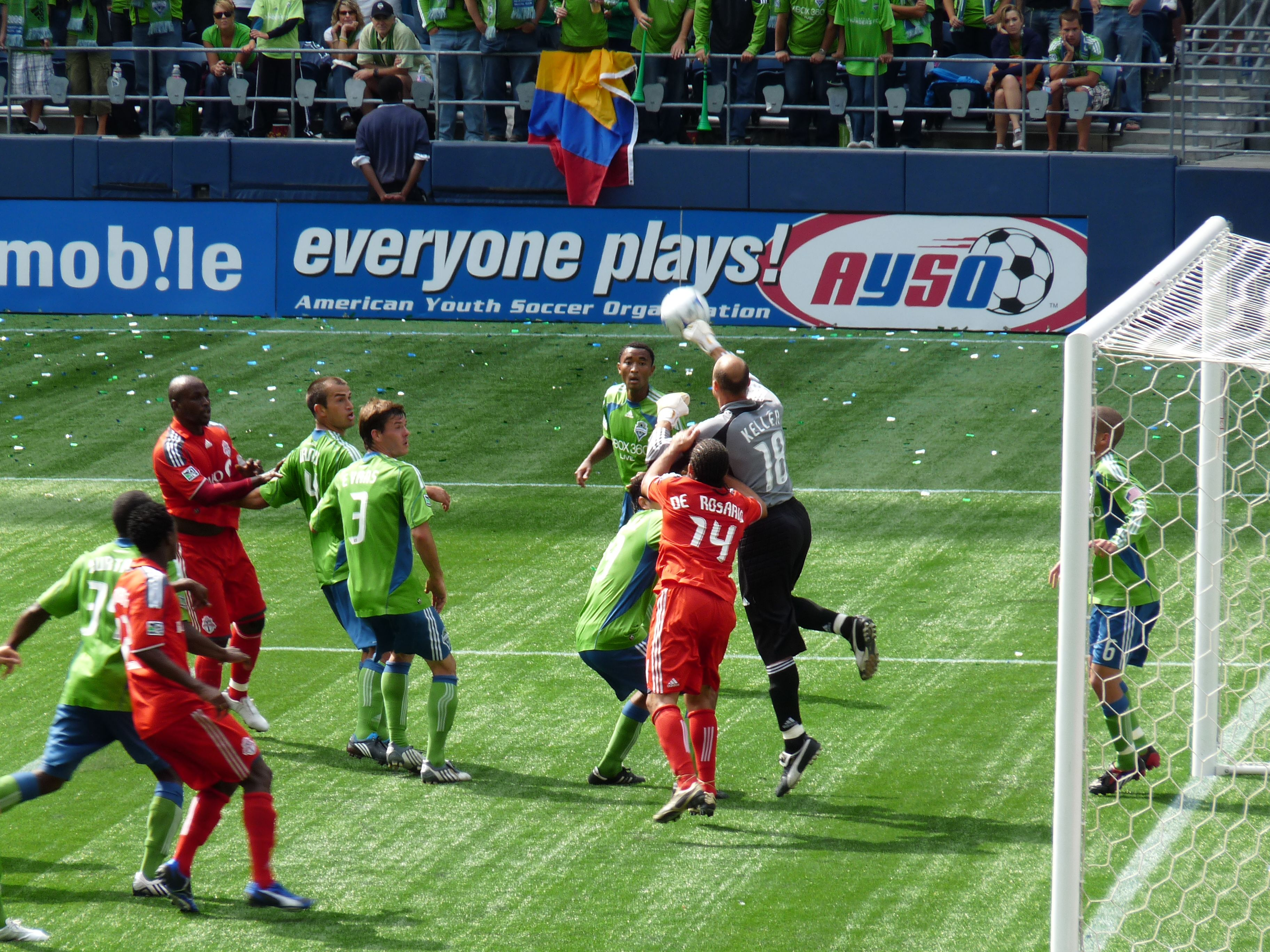
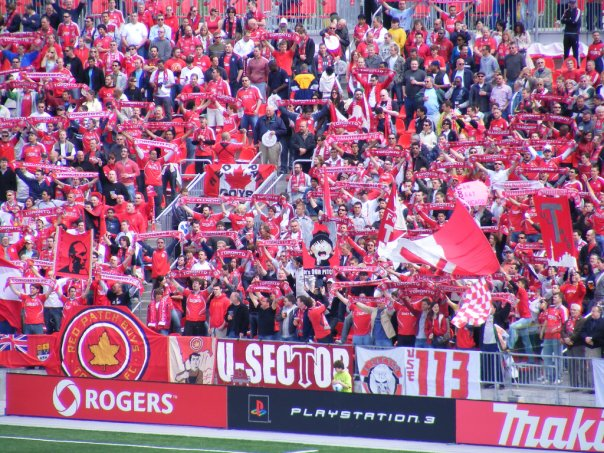
شادی هواداران اف سی تورنتو